# Dasiops latifrons
Dasiops latifrons is een vliegensoort uit de familie van de Lonchaeidae. De wetenschappelijke naam van de soort is voor het eerst geldig gepubliceerd in 1826 door Meigen.